# Macaulay
- Para el historiador inglés, véase Thomas Macaulay

Macaulay es un sistema de álgebra computacional (CAS) de propósito específico, especializado en cálculos con polinomios, y en particular con bases de Gröbner.  Macaulay está diseñado para resolver problemas en los campos del álgebra conmutativa y de la  geometría algebraica.
En su desarrollo podemos distinguir dos etapas. La primera, de 1983 a 1993, de la mano de Dave Bayer y Mike Stillman. A partir de 1993  sufrió una reescritura completa de su código por parte de Dan grayson  y Mike Stillman, y recibió el nombre de Macaulay 2.
Como muchos otros CAS, dispone de un lenguaje propio interpretado, pero a diferencia de ellos, antes de introducir una expresión que involucre variables, debemos crear el anillo al que pertenezcan estas.
La lista de objetos de alto nivel que es capaz de manejar incluye: cuerpos finitos, anillos polinómicos, álgebras exteriores, álgebras de Weyl; anillos, módulos, complejos de cadenas y aplicaciones entre ellos; variedades algebraicas y haces coherentes.